# Kāveh
Kāveh fou un mític heroi persa, ferrer de professió, al qual el tirà Zohak va matar el seu fill. Llavors va revoltar a la població contra el tirà agafant per bandera el seu tauler de cuiro que suposament tenia els colors vermell, groc i porpra, conegut com a drasfh-i Kawiyan que va esdevenir la bandera nacional encara avui anomenada bandera de Kaveh. Caigut Zohak va posar al tron a Faridun i fou nomenat cap de l'exèrcit i després governador d'Esfahan.
Pel nom de la bandera s'ha pogut establir que el seu nom era Kavi i no Kaveh (Kavi en realitat vol dir "príncep") i que la llegenda es va original en època sassànida. Era tant popular que els àrabs asseguraven que la bandera de Kaveh havia caigut a les seves mans a la conquesta de Pèrsia durant de la batalla de Qadisiyya. Les descripcions de la bandera varien notablement d'un autor a un altre; la proporció era 12 a 8 (2:3) i era feta de pell de pantera (o d'os o de lleó) muntada sobre pals agafats un a l'altra, incrustats de pedres precioses; més tard s'assenyala que estava brodada d'or i encara que una figura a manera de talismà era brodada a la bandera. Com que cap dels autors que la descriu no la va veure mai, si és que existia, les reconstruccions varien molt una de l'altra. Segons la tradició la va capturar Dirar ibn al-Khattab que va rebre una forta suma en premi, i va fer la bandera a trossos i la va repartir.